# Wesselburenerkoog
Wesselburenerkoog est une commune de l'arrondissement de Dithmarse, dans le Land du Schleswig-Holstein.

## Géographie
Le polder est créé en 1862 avec un terre-plein. La commune est créée lors de la séparation de la paroisse de Wesselburen avec 313 habitants. Wesselburenerkoog se situe sur l'estuaire de l'Eider dans la mer du Nord, au sud du barrage.
Une partie du territoire est protégée : Dithmarscher Eiderwatt (de).

## Histoire
En 1819, les agriculteurs de Norddeich bâtissent une digue circulaire afin d'abriter un abreuvoir. La digue, dont il reste des ruines, avait un diamètre de 200 m et une hauteur de 5,8 m. Elle permettait l'approvisionnement en eau douce et une protection des ondes de tempête en automne. Ce terrain de deux hectares pouvait accueillir mille moutons et bovins.
Avec la construction du barrage de l'Eider dans les années 1970, le territoire de la commune augmente. Elle dispose d'un lieu de baignade.

## Personnalités liées à la commune
- Theodor Wisch, général allemand de la Waffen-SS qui a servi durant la Seconde Guerre mondiale, né en 1907 dans la commune.

## Source, notes et références
- (de) Cet article est partiellement ou en totalité issu de l’article de Wikipédia en allemand intitulé « Wesselburenerkoog » (voir la liste des auteurs).